# روبرت بويغيس
روبرت بويغيس (9 مايو 1950

 في غويوتفيل) (بالفرنسية: Robert Buigues)‏ لاعب ومدرب كرة قدم فرنسي الجنسية جزائري المولد معتزل كان يجيد اللعب في خط الوسط .
لعب بويغيس في أندية باستيا (1971-1972) أجاكسيو (1972-1973) مرسيليا (1973-1976) بوردو (1976-1978) مرسيليا مجددا (1978-1981) أورليانز (1981-1982) لافال (1983-1984) غرونوبل (1984-1986) .
ساهم بويغيس في تتويج نادي مرسيليا ببطولة كأس فرنسا موسم 1975/1976 بعد تغلبه على نادي ليون 2/0 .
تولى بويغيس تدريب أندية غرونوبل (1985) بويسي (1986-1987) سانت ديزييه (1987-1989) إبيرناي (1989-1991) نيور (1991-1995) كريتيل (1995) ميدينين التونسي (1998) سانت ماور لوسيتانوس (1999) باريس (1999-2002) كان (2002-2003) فيترول (2003-2004) باريس مجددا (2004-2005) سيت (2005-2006) .
قرر بويغيس اعتزال مهنة التدريب في سنة 2006 .

## وصلات خارجية
- روبرت بويغيس على موقع قاعدة بيانات كرة القدم.إي يو (الإنجليزية)
- روبرت بويغيس على موقع Soccerway.com (الإنجليزية)
- روبرت بويغيس على موقع عالم كرة القدم.نت (الإنجليزية)
- روبرت بويغيس على موقع GSA (الإنجليزية)